# Юсифов, Наиг Насир оглы
Наиг Насир оглы Юсифов (азерб. Naiq Nəsir oğlu Yusifov; 5 января 1970 — 24 марта 1992) — военнослужащий Вооружённых сил Республики Азербайджан, Национальный Герой Азербайджана (1992).

## Биография
Родился Наиг Юсифов 5 января 1970 года в селе Агдам, Товузского района, Азербайджанской ССР.  В 1987 году окончил сельскую среднюю школу в родном селе. Некоторое время поработал в колхозе. В 1988 году был призван на срочную военную службу в ряды Советской армии. Свою военную службу он завершил в батальоне связи, расположенном в городе Техакая, в Грузии. Вернулся на родину в мае 1990 года. Армяно-азербайджанский конфликт уже тогда захватил приграничные районы. Поскольку Национальной армии еще не было создано, контроль над территорией осуществляли только местные отряды самообороны. Наиг добровольно вступил в один из таких отрядов. Его первый бой состоялся в окрестностях родного села, тогда их отряд смог дать отпор наступающему врагу.
24 марта 1992 года противник окружил село Коха-Наби Товузского района. Населённый пункт полностью горел, когда отряд Наига добрался до села. Юсифов стрелял из гранатомета в ПДМ противника и продвигался вперед, чтобы спасти своих от осады. Осколком гранаты его сбивает с ног. Наиг попытался встать, но несмог. Стал в лежачем положении стрелять из автомата по приближающимся врагам. Отстреливался до последнего патрона, а потом сжал гранату и подорвал себя вместе с подоспевшим бойцом вражеской армии. Похоронен Наиг Юсифов в родном селе Агдам Товузского района.
Женат не был.

## Память
Указом Президента Азербайджанской Республики № 833 от 7 июня 1992 года Наигу Насир оглы Юсифову было присвоено звание Национального Героя Азербайджана (посмертно).
Средняя школа, в которой проходил обучение Национальный Герой Азербайджана, носит его имя.
Союз кинематографистов Азербайджана снял фильм "Третий" о жизненном пути Наига Юсифова.